# Tom Hanks
Thomas Jeffrey Hanks (født 9. juli 1956) er en amerikansk skuespiller og filmskaber. Han er kendt for både sine komiske og dramatiske roller og er en af de mest populære og genkendelige filmstjerner verden over, og han betragtes som et amerikansk kulturelt ikon. Hans talrige priser inkluderer to Oscars, syv Emmy-priser og fire Golden Globe-priser; han er også blevet nomineret til fem BAFTA-priser og en Tony Award. I 2016 modtog han Presidential Medal of Freedom af daværende præsident Barack Obama.
Hanks blev berømt med hovedroller i komedierne: Splash (1984), Kærlighed og tømmermænd (1986), Big (1988) og I en klasse for sig selv (1992). Han vandt to Oscar-priser i træk for bedste mandlige hovedrolle, hvor han spillede en homoseksuel advokat, der led af AIDS, i Philadelphia (1993) og derefter titelrollen i Forrest Gump (1994). Hanks har samarbejdet med Steven Spielberg på fem film—Saving Private Ryan (1998), Catch Me If You Can (2002), Terminalen (2004), Spionernes bro (2015) og The Post (2017)—og tre miniserier med temaet 2. verdenskrig: Kammerater i krig (2001), The Pacific (2010) og Masters of the Air (2024). Han har også ofte samarbejdet med instruktørerne Ron Howard, Nora Ephron og Robert Zemeckis.
Hanks cementerede sin filmstjernestatus med hovedroller i de romantiske komedier Søvnløs i Seattle (1993) og You've Got Mail (1998); dramaerne Apollo 13 (1995), Den Grønne Mil (1999), Cast Away (2000), Vejen til Perdition (2002), Cloud Atlas (2012) og News of the World (2020); og de biografiske dramaer Charlie Wilson's War (2007), Captain Phillips (2012), Saving Mr. Banks (2013), Sully (2016), A Beautiful Day in the Neighborhood (2019) og Elvis (2022). Han spillede titelfiguren i Robert Langdon-serien (2006-2016) og lagde stemme til Sheriff Woody i Toy Story-serien (1995-nu) og flere roller i Polar-Ekspressen (2004). Hanks instruerede og spillede hovedrollen i That Thing You Do! (1996) og Larry Crowne (2011).

## Filmografi
| - Han ved du er alene (1980) - Splash (1984) - Polterabend for viderekomne (1984) - Manden med den røde sko (1985) - Broen, der kvajede sig (1985) - Kærlighed og tømmermænd (1986) - Intet tilfælles (1986) - Every Time We Say Goodbye (1986) - Dragnet - benhårde strømere (1987) - Big (1988) - Rap i replikken (1988) - Nabokrigen (1989) - Turner & hund (1989) - Joe og vulkanen (1990) - Forfængelighedens bål (1990) - Radio Flyer (1992) - I en klasse for sig selv (1992) - Søvnløs i Seattle (1993) - Philadelphia (1993) - Forrest Gump (1994) - Apollo 13 (1995) - Toy Story (1995) - That Thing You Do! (1996) - Saving Private Ryan (1998) - You've Got Mail (1998) - Toy Story 2 (1999) - Den Grønne Mil (1999) - Cast Away (2000) - Vejen til Perdition (2002) - Catch Me If You Can (2002) - The Ladykillers (2004) - Elvis Has Left the Building (2004) - Terminalen (2004) - Polar-Ekspressen (2004) - Magnificent Desolation: Walking on the Moon 3D (2005) | - Biler (2006) - Da Vinci Mysteriet (2006) - Charlie Wilson's War (2007) - The Simpsons Movie (2007) - The Great Buck Howard (2008) - Engle og Dæmoner (2009) - Toy Story 3 (2010) - Larry Crowne (2011) - Ekstremt højt og utrolig tæt på (2011) - Cloud Atlas (2012) - Captain Phillips (2013) - Saving Mr. Banks (2013) - Spionernes bro (2015) - Ithaca (2015) - A Hologram for the King (2016) - Sully (2016) - California Typewriter (2016) - Inferno (2016) - The Circle (2017) - The Post (2017) - Toy Story 4 (2019) - A Beautiful Day in the Neighborhood (2019) - Greyhound (2020) - Borat Subsequent Moviefilm (2020) - News of the World (2020) - Finch (2021) - Elvis (2022) - Pinocchio (2022) - A Man Called Otto (2022) - Asteroid City (2023) - Freaky Tales (2024) - Here (2024) - The Phoenician Scheme (2025) - Toy Story 5 (2026) |